# أرماندو أورتيغا
أرماندو أورتيغا (بالإسبانية: Maestro Armando Ortega)‏ هو رسام مكسيكي، ولد في 17 نوفمبر 1936 في مدينة مكسيكو في المكسيك، وتوفي في سبتمبر 1973 في اوريزابا في المكسيك.

## الحياة الباكرة
وُلد أرماندو  مانويل أوريليو أورتيغا كاريلو (الاسم الكامل بالإسبانية: Armando Manuel Aurelio Ortega Carrillo) في واحدة من أكبر العائلات في إسبانيا والعالم الجديد. كان رجلاً لامعًا ومثقفًا ومتعلمًا، وقد أظهرمنذ صغره موهبة فنية وموسيقية هائلة.
في سن الرابعة عشرة كان معروفًا بالفعل بقدراته الموسيقية وتأليفاته. ولَمّا أصبحت مواهبه معروفة، ذهب للدراسة مع «الآباء اليسوعيين» في بويبلا المجاورة، وهي رابع أكبر مدينة في المكسيك بعد مدينة مكسيكو وغوادالاخارا ومونتيري، ثم توجه للدراسة في مدرسة داخلية في ولاية سان لويس بوتوسي، ثم في مكسيكو سيتي مع «الآباء الماريست».
تضمن جزء من تكوينه أيضًا التتلمذ على يد المؤلفين الموسيقيين رامون نوبل وأوبرتو زانولي، وقد كتب بعضاً من أجمل القصائد حول وادي أوريزابا، وكثيراً ما كان يُبحثُ عنه لتأليف بعض القصائد والأشعار للمناسبات والاحتفالات الهامة.